# Juan Rafart
Joan Rafart i Roldán, né le 22 novembre 1928 à Barcelone et mort dans la même ville le 13 octobre 1997, est un scénariste et un dessinateur de bande dessinée espagnol. Il signe également sous les pseudonymes de Raf et Roldán.

## Œuvre

### Publications en français
- Long Rifle, Aventures et Voyages, collection Mon journal
  1.  Trompette dans la nuit, scénario d'Ennio Missaglia, Juan Rafart, Carlos Albiac, Giancarlo Berardi et Alfredo Castelli, dessins de Juan Rafart, Ivo Pavone, Ernesto García Seijas et Giancarlo Alessandrini, 1982
- Yataca, Aventures et Voyages, collection Mon journal
  1.  L'Âge de pierre, scénario de Juan Rafart, Andreu Martín et Jean Ollivier, dessins de Juan Rafart, Santo D'Amico et Suso, 1982
- Brik, Aventures et Voyages, collection Mon journal
  1.  Le Secret de José le Noir (1), scénario de J. B. Artés, dessins de Juan Rafart et Onofrio Bramante, 1959
  2.  Le Trésor des Aztèques, scénario de J. B. Artés, Maurice Limat et Antonio Chiomenti, dessins de Juan Rafart, Enzo Chiomenti et Pedro Alferez, 1959
  3.  La Félonie du Maharajah, scénario de J. B. Artés, Eugène Gire et Pierre Castex, dessins de Juan Rafart, Pedro Alferez et Eugène Gire, 1960
  4. 1. L'Île de la Désolation, scénario de J. B. Artés, Eugène Gire et Pierre Castex, dessins de Juan Rafart et Eugène Gire, 1960
  5.  La Conjuration !, scénario de J. B. Artés, Eugène Gire, Gian Giacomo Dalmasso et Pierre Castex, dessins de Juan Rafart, Ferdinando Tacconi et Eugène Gire, 1961
- Lancelot, Aventures et Voyages, collection Mon journal
  1.  Au péril de la mer, scénario de Mario Sbattella et Jean Ollivier, dessins de Santo D'Amico, Mario Sbattella et Juan Rafart, 1981
  2.  Le Preux et le barbare, scénario de Jean Ollivier, dessins de Santo D'Amico et Juan Rafart, 1982

### Publications en espagnol
Juan Rafart a publié de nombreuses séries dans les périodiques de bande dessinée espagnols tels que TBO, Tío Vivo, Yumbo, La Risa ou Guai!.